# FLEEKLOUNGE
『FLEEKLOUNGE』（フリークラウンジ）は、FM802で放送されているラジオ番組。DJは板東さえか。

## 概要
2023年4月の改編より始まった番組。板東は改編前より同時間帯で『Poppin'FLAG!!!』を担当していた。
新たな音楽の世界へコネクトする、新感覚のHipHop/R&B番組で、アーティストが持つ音楽「FREAK(＝マニア)」な一面や「FLEEK(＝イケてる)」ストリートカルチャー、更に最先端な音楽を繋ぐGrooveな内容となっている。
X（旧Twitter）の番組公式ハッシュタグは『#フリークラウンジ』。

## 放送時間
- 毎週水曜日 0:00 - 3:00（火曜深夜）（2023年4月5日 - ）
  - 2025年1月1日は特別番組『Funky COUNTDOWN 2024-25 -to “Be FUNKY!!” to Be continued』が放送されたため、放送を休止した。

## DJ
- 板東さえか

## 出演
- 梅田サイファー - 「まちかどロビィ」のコーナーに隔週でいずれかのメンバーが出演。

## コーナー
Ministry of Groove
様々なジャンルのアーティストが決められた課題曲から自身のセンス、知識 により導き出した一曲を選曲してもらうコーナー。
Freak Choice
毎週アーティストが選曲するマニアック自慢の一曲を紹介するコーナー。
サンプリングの森
板東が扮する森の妖精フェアリーが、サンプリング映えしている「サンプリンGood」な曲とその元となった楽曲を紹介するコーナー。
2023年6月からはSpotifyのポッドキャストにて、このコーナーのアーカイブ配信が行われている。
2024年2月8日放送では、フェアリーが宇多田ヒカルを熱心に語って紹介する「宇多田ヒカルの森」という特別コーナーを行った。
まちかどロビィ
隔週で行っているコーナー。音楽・ファッション・アート・飲食店などジャンルを問わず活躍する人々を招いて、話題となっている関西のストリートカルチャーを梅田サイファーのメンバーと共に紹介するコーナー。また、X（旧Twitter）ではハッシュタグ「#まちロビ」を付けたリスナーの関西のストリートカルチャー情報のポスト（旧称：ツイート）を募集し、番組内でも紹介される。コーナーのオープニング曲として梅田サイファーの「KILLING TIME」が使用されている。
Spotifyとradikoのポッドキャストにて、未公開シーンを含めたフルバージョンが公開されている。